# Saint-Aubin-de-Lanquais
Saint-Aubin-de-Lanquais – miejscowość i gmina we Francji, w regionie Nowa Akwitania, w departamencie Dordogne.
Według danych na rok 1990 gminę zamieszkiwały 232 osoby, a gęstość zaludnienia wynosiła 25 osób/km² (wśród 2290 gmin Akwitanii Saint-Aubin-de-Lanquais plasuje się na 945. miejscu pod względem liczby ludności, natomiast pod względem powierzchni na miejscu 1114.).